# أسل نيفادي
أسل نيفادي (الاسم العلمي: Juncus nevadensis) نوع نباتي يتبع جنس الأسل وينتمي إلى الفصيلة الأسلية.